# Scopello (Piemont)
Scopello (piemontesisch Scopél) ist eine Gemeinde in der italienischen Provinz Vercelli (VC), Region Piemont.

## Lage und Einwohner
Scopello liegt rund 90 km von der Provinzhauptstadt Vercelli entfernt. Die im alpinen Valsesiatal liegende Gemeinde besteht aus den Ortsteilen Chioso und Scopello. Die Nachbargemeinden sind Boccioleto, Campertogno, Caprile, Crevacuore, Guardabosone, Pettinengo, Pila, Piode, Scopa, Trivero und Valle San Nicolao.  Das Gemeindegebiet umfasst eine Fläche von 18,62 km² und hat 364 Einwohner (Stand 31. Dezember 2023).

## Geschichte
1217 wird auf einer Urkunde erstmals der Ort Scopello erwähnt. Später, ab dem 18. Jahrhundert, wird der Name Scopello mit einer Gießerei in Verbindung gebracht. Aus diesem Eisen- und Stahlwerk wurde Kupfer, Gold, Eisen und Nickel für die Prägung der savoyischen Münzen bearbeitet.

## Einzelnachweise

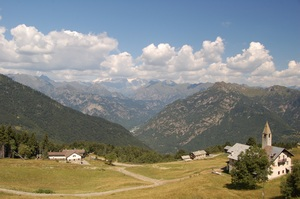
Panorama